# Johnson Motorcar

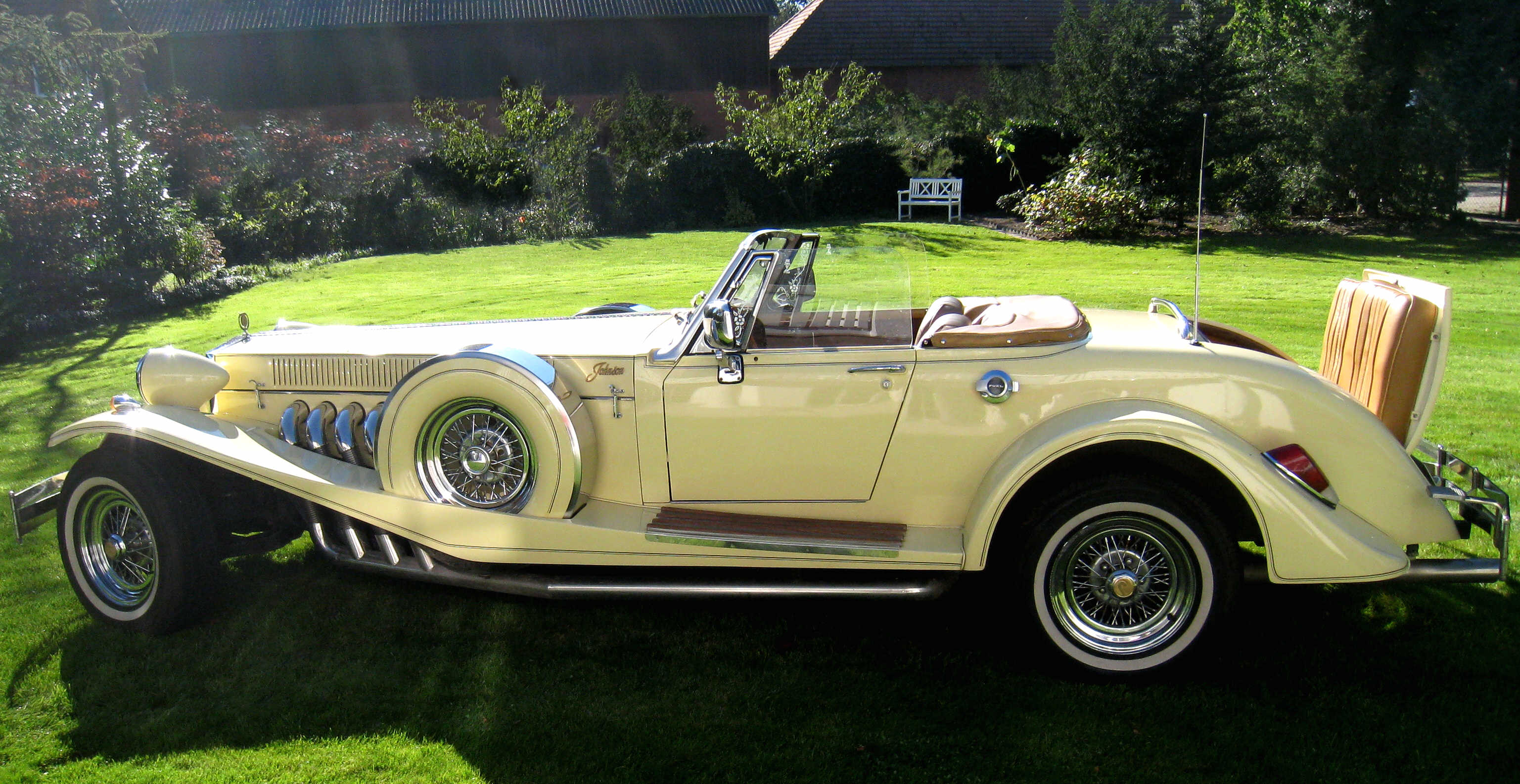
Johnson Presidential Rumble Seat Roadster

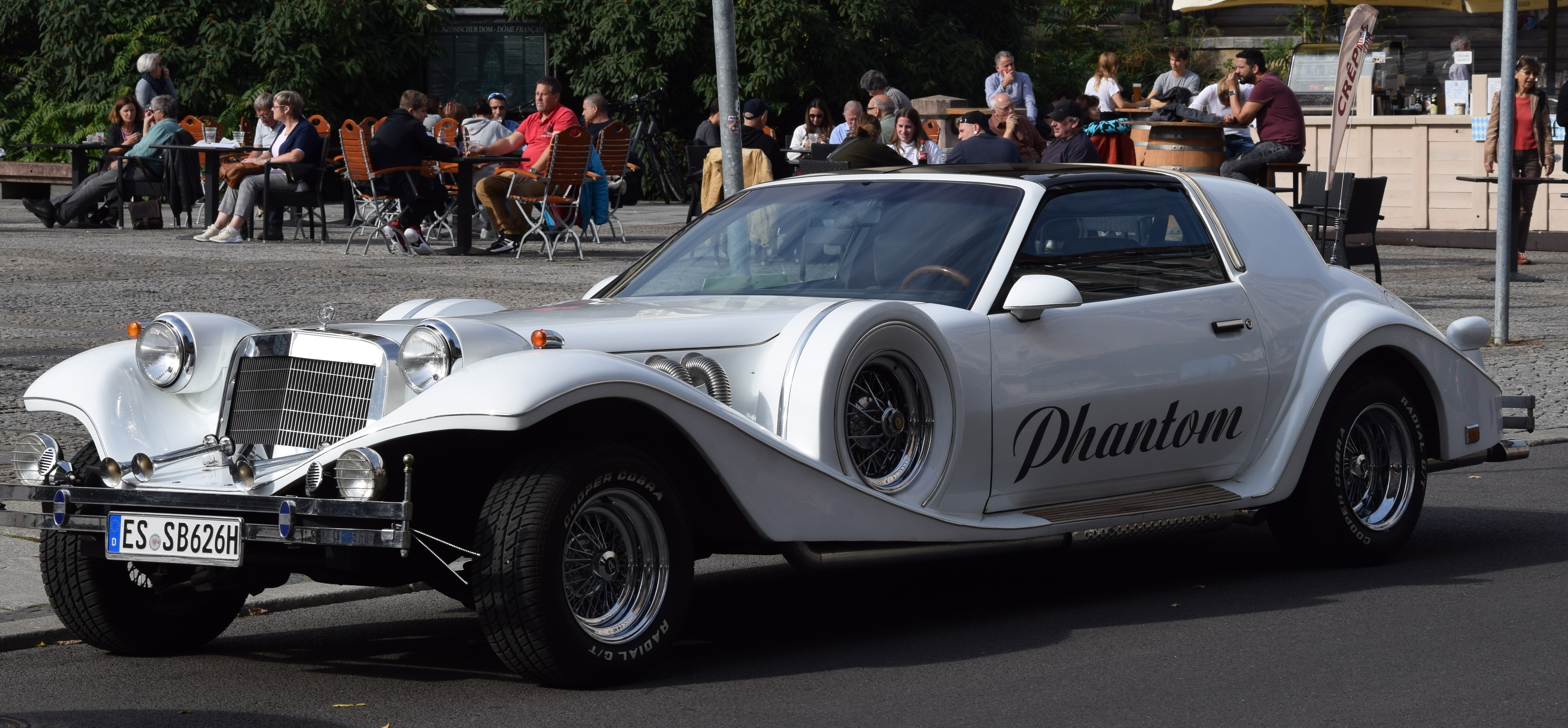
Johnson Phantom

Johnson Motorcar Corp. war ein US-amerikanischer Automobilhersteller aus Florida.

## Unternehmensgeschichte
Das Unternehmen wurde am 1. Juni 1981 in Dania Beach gegründet. Norman und Bruce Johnson waren die Direktoren. Sie fertigten in Handarbeit Fahrzeugmodelle, die als Johnson vermarktet wurden. Parallel hierzu bot das Unternehmen typengleiche Bausätze an, die an Kunden in aller Welt vertrieben wurden. Am 16. November 1987 wurde das Unternehmen aufgelöst.

## Fahrzeuge
Im Angebot standen der Roadster mit Notsitz Presidental und der Phantom. Sie basierten auf der Plattform von Chevrolet Camaro und Pontiac Firebird. Eine andere Quelle nennt Motoren von Cadillac. Einige Modelle verfügen über herausnehmbare Dachteile (sogenannte T-Tops).
Darüber hinaus wird das Modell Rumbleseat Roadster genannt. Die Türen und die Windschutzscheibe stammten vom MG Midget.
Ein amerikanischer Autohändler bot sowohl einen Presidential als auch einen Phantom an.